# Duszatyn (przystanek kolejowy)
Duszatyn – nieczynny wąskotorowy kolejowy przystanek osobowy w Duszatynie, w województwie podkarpackim, w Polsce.